# Le Ciel et la Boue
Pour plus de détails, voir Fiche technique et Distribution.
Le Ciel et la Boue est un film français, sorti en 1961. Le film a obtenu l'Oscar du meilleur film documentaire.

## Synopsis
En 1959-1960, l'expédition franco-hollandaise organisée par Pierre-Dominique Gaisseau avec l'aide de Gérard Delloye réussit la première traversée sud-nord de l'île de Nouvelle-Guinée, dans sa partie alors sous contrôle des Pays-Bas. L'expédition est financée notamment par un film tourné en 35 mm. Ils passent 3 mois à visiter les tribus Asmat, avec l'aide d'un missionnaire catholique qui les y introduit, puis ils se lancent à l'assaut de la cordillère centrale en remontant le fleuve Steenboom, un affluent de l'Eilanden. Ils réalisent alors le premier contact avec les Papous des montagnes qui peuplent cette vallée, et utilisent toujours des haches de pierre, qu'ils appellent « pygmées » en raison de leur petite taille, puis avec leurs cousins de l'autre côté du col, les Eipomek. La colonne de 70 porteurs Muyu, des 10 militaires Papous armés et de sept Européens, peine à se trouver un chemin dans ces paysages accidentés (le col se situe à 3800 m) ; trois porteurs Muyu tombent malades et meurent. L'expédition rejoint le fleuve Indenburg après plusieurs mois de marche, ne devant son salut que par les parachutages de vivres et de médicaments depuis un avion. Les malades sont alors évacués et Hervé de Maigret et Pierre-Dominique Gaisseau continuent jusqu'à la côte nord, atteinte 4 mois après leur départ des Asmat.

## Fiche technique
- Titre original : Le Ciel et la Boue
- Réalisation : Pierre-Dominique Gaisseau
- Scénario : Pierre-Dominique Gaisseau
- Production : Ardennes Films
- Pays d'origine : France
- Format : Couleurs - Mono
- Genre : documentaire
- Durée : 92 minutes
- Date de sortie : 1961
- Version américaine "Sky above and Mud below" produite par Arthur Cohn et René LaFuite, 1962
- Affiche : Jean Mascii (France)

## Distribution
- Pierre Dominique Gaisseau
- Gérard Delloye
- Herve de Maigret
- Jan Sneep
- Tony Saulnier

## Autour du film
- Le film est présenté à Cannes en 1961, projeté au Général de Gaulle par son ministre de la culture André Malraux.
- La société de production Ardennes Films ayant fait faillite, Gaisseau vend les droits mondiaux hors pays francophones à un producteur suisse, Arthur Cohn, qui remporte l'Oscar du meilleur documentaire en 1962.
- Diffusé en salles, Le Ciel et la boue est resté plusieurs semaines à l'affiche... et a suscité bon nombre de vocations d'explorateurs[1].
- Le film a été numérisé et restauré par le CNC sous le contrôle de Akiko Gaisseau en 2016 et présenté à la Cinémathèque de Toulouse.

## Critiques
L'expédition menée par Pierre-Dominique Gaisseau et Gérard Delloye fait l'objet de vives critiques de la part de la communauté scientifique. 
Qualifiée de « tourisme militaire » par l'anthropologue et ethnologue Jean Guiart, elle est décrite comme une aventure fortement encadrée militairement et soutenue par le pouvoir hollandais. La démarche elle-même est critiquée comme étant une entreprise « méprisante envers des soi-disant primitifs » et à « l'idéologie conquérante ».
En 2013, une analyse du film Le Ciel et la Boue publiée dans Libération critique l'expédition en la rapprochant « plutôt d’un imaginaire aventurier dans la lignée du Monde perdu de Conan Doyle ou des romans de Jules Verne ».